# ハタヤテツヤ
ハタヤテツヤ（はたや てつや Hataya Tetsuya、1975年4月14日 - ）は日本の音楽家、ピアニスト。本名、幡谷哲也。

## 来歴
1975年京都・北山に生まれる。父は哲学者・作家で有機農業の先駆者でもある筧次郎（本名、幡谷憲二）。
幼少の頃よりクラシックピアノを始める。京都教育大学教育学部附属高等学校在学時に聴いたキース・ジャレット「ザ・ケルン・コンサート」に感銘を受け、ジャズに傾倒。大阪音楽大学にてピアノをハンク・ジョーンズに師事する。
卒業後上京し、1999年よりEGO-WRAPPIN'のピアニスト/キーボーディストとしてキャリアをスタート。
2004年、インストゥルメンタル・ジャムバンド「grooveline」に加入、ビクターエンタテインメントより「one minute」「the missing key」の2作品をリリースする。
2006年、同バンド脱退後はピアニスト、作曲家、編曲家として活動し、現在までに様々なレコーディングやツアーに参加。
2021年、ソロ名義「TYTI」によるEP「tayutai」をリリース。

## レコーディング・サポートなどに関わった主なアーティスト
- BONNIE PINK
- EGO-WRAPPIN'
- Every Little Thing
- JUJU
- ジョン・キャメロン・ミッチェル
- 秦基博
- 元ちとせ
- 小泉今日子
- 中山美穂
- 土岐麻子
- 森山良子
- 森山直太朗
- ハナレグミ
- くるり
- 大橋トリオ
- 米津玄師
- 藤原さくら
- 持田香織
- 松下洸平
- 高田漣
- 細野晴臣

## 楽曲提供・プロデュース等
- ドラマ「野良犬」（2013年1月19日放送、テレビ朝日） - ピアニスト役で出演
- ドラマ「闇の伴走者」（2015年4月11日から全5話放送、WOWOW連続ドラマW） - 劇伴楽曲提供
- 映画「イニシエーション・ラブ」（2015年5月23日公開、堤幸彦監督） - サウンドトラックに参加、ピアニスト役で出演
- 音楽番組「ザ少年倶楽部プレミアム」（2015年10月21日放送、NHK BSプレミアム） - KAT-TUN×2台ピアノに出演
- ドラマ「視覚探偵 日暮旅人」（2015年11月20日放送、日本テレビ系「金曜ロードSHOW!」枠） - 劇伴楽曲提供
- 映画「真田十勇士」（2016年9月22日公開、堤幸彦監督） - サウンドトラックに参加
- 三菱電機 3Dプリンターコンセプト動画（2018年11月1日公開） - 編曲、出演
- カシオ計算機 監修書籍「生き物としての力を取り戻す50の自然体験」イメージ映像（2019年11月11日公開） - 楽曲提供
- SCENTMATIC株式会社「世界にあふれる香りを日々の豊かさとして感じられる未来」ビジョン映像（2019年12月16日公開） - 楽曲提供
- 映画「母性」（2022年11月23日公開、廣木隆一監督） - ピアニスト役で出演
- 映画「ちひろさん」（2023年2月23日公開、今泉力哉監督） - サウンドトラックに参加
- 日本メナード化粧品「フェアルーセント」CM楽曲 持田香織「{siesta}」（2023年3月21日公開） - 共同作曲、編曲、プロデュース
- 一般社団法人JFTD「花キューピット」CM楽曲 松下洸平「たんぽぽ」（2024年3月5日公開） - 編曲、プロデュース
- 日本メナード化粧品「フェアルーセント」CM楽曲 持田香織「Reincarnation」（2024年3月21日公開） - 共同作曲、編曲、プロデュース
- 持田香織 ミニアルバム「qq」（2025年5月16日デジタルリリース） - 編曲、サウンドプロデュース
- ドラマ「照子と瑠衣」（2025年6月22日から全8話放送、NHK BSプレミアムドラマ） - ピアニスト役で出演